# 前20年代
| 千纪： | 前1千纪                                                                                          |
| 世纪： | 前2世纪 \| 前1世纪 \| 1世纪                                                                      |
| 年代： | 前50年代 \| 前40年代 \| 前30年代 \| 前20年代 \| 前10年代 \| 前0年代 \| 0年代                     |
| 年份： | 前29年 \| 前28年 \| 前27年 \| 前26年 \| 前25年 \| 前24年 \| 前23年 \| 前22年 \| 前21年 \| 前20年 |

前20年代從前29年1月1日開始，於前20年12月31日結束。

## 大事记
- 公元前29年，汉成帝任王商為丞相。河決東郡金堤。
- 公元前28年，漢朝遣河堤使者王延世塞黃河決口。
- 公元前27年，漢成帝劉驁封舅父五人為侯，王譚平阿侯、王商成都侯、王立紅陽侯、王根曲陽侯、王逢時高平侯。
- 公元前26年，黃河決平原，流入濟南。
- 公元前25年，匈奴復株累若鞮單于入朝。
- 公元前24年，漢成帝誣京兆尹王章駡皇帝為夷狄，下獄死。
- 公元前22年，潁川鐵官徒申屠圣等一百八十人起兵反，兵敗被殺。
- 公元前20年，匈奴搜諧若鞮單于嗣位。

## 逝世
- 公元前20年，復株累若鞮單于